# قرار (صوت)
القرار  إصطلاحاً هو طبقة صوت منخفضة أو عميقة وهو في الموسيقى تردد منخفض نهائي مرتجع وهو أدنى أجزاء الهارمونيٍٍ. وعادة يصدره الإنسان عند استيقاظه من النوم صباحا ويعرف أيضا بالنبرة أو النغمة المنخفضة أو العميقة ويمكن إبرازه من خلال صوت غيتار البيس أو الأصوات الإلكترونية الهادرة أو صوت الغناء العميق، أو ضربات الطبل. وغالباً ما يستخدم مع نغمات الجواب الصادرة من آلات موسيقية كالجيتار والبيانو والبوق، أو  الهارمونيكا. ولما كان القـرار هو انخفاض نسبي في عدد النبرات الصوتية فإنه يعني عُرفاً (الإجابة الموسيقية). وإذا كانت نوتة الدو لمعزوفة معينة مثلاً هي 500 تردداً في الثانية الواحدة فأن انخفاضها يكون بنسبة ضعف العدد تماماً. 
يمثل هذا النطاق الترددي حوالي ثلث الطيف الترددي المسموع لدى الإنسان وبالتالي فهو يشكل جزء أساسياً من السمع البشري. وعادة ما تسمع الأذن البشرية الأصوات الأقل تذبذباً بشكل أثقل وزناً وأكثر هدوءا وأقلّ صخباً من مناطق أخرى من الطيف الصوتي. فالنغمة التي يبلغ معدلها 20.0 فون / ديسيبل في 1000 هرتز يكون لديها بالنسبة للمستمع صوت جهوري وكأنه صادر بمعدل 80 ديسيبل في 20 هرتز.
الترددات المنخفضة لا تلتقطها الإذن وحدها فحسب بل أن الجسم كله يستقبلها، حتى الشخص الأصم يمكن أن يشعر بتلك الاهتزازات الصوتية وبالتالي فإنه يرقص على إيقاع الضربات الموسيقية. و قد تم في العصور الوسطى استخدام طبقة القرار في آلة الأرغن الموسيقية بالكنائس للحصول على صوت جهوري ضخم في بعض الأوضاع الصوتية.
ويمكن الكشف عن النغمات المنخفضة التردد من مسافات بعيدة، وقد استفادت الحيتان من هذه الخاصية في اتصالاتها وتواصلها مع بعضها البعض داخل المياه، ولكن أيضا يعمل السونارالواسع المجال على أساس النطاق الموسيقي للنغمات العميقة.

## دور القرار في الموسيقى
تلعب طبقة الصوت القرار دوراً مهماً في أعمال الفرق الموسيقية التي تعزف الموسيقى الإلكترونية أو موسيقى الراب مثلاً أو «طبل وباس» على جهاز كمبيوتر، أو عن طريق الأوركسترا. وكثيرا ما تستخدم نوتة القرار الموسيقية هذه لتوفير الكونترابنط أو ميلودي معاكس في سياق متناسق إما على إبراز حدوث تقدم في الأوتار، أو للتأكيد على الإيقاع. بالضرب على الطبول. وفي الموسيقى الشعبية يوفر الجزء الخاص بطبفة القرار في غالب الأحوال دعماً توافقياً إيقاعياً، وعادة ما يتم عزف الجذر أو الوتر الخامس لإبراز القرار وتختلف طبقة القرار عن طبقات الأصوات الأخرى في الموسيقى بسبب الدور الخاص الذي تلعبه في دعم وتعريف الحركة التوافقية.